# Слоун-сквер (станция метро)
«Слоун-сквер» (англ. Sloane Square) — станция лондонского метрополитена в Челси между станциями «Южный Кенсингтон» и «Виктория», обслуживающая жителей Слоун-сквер. На станции останавливаются поезда двух линий: «Дистрикт» и Кольцевой. Относится к первой тарифной зоне.
Вход на станцию расположен на восточной стороне Слоун-сквер. Он находится рядом с Королевским придворным театром, концертным залом Кадоган-холл, магазинами на Кингс-роуд и универмагом Питер Джонс.

## История
Открыта 24 декабря 1868 года.

## В искусстве
Слоун-сквер — одна из двух станций метро (другая — Южный Кенсингтон), упомянутых в партии «Когда ты лежишь без сна» из оперетты «Иоланта» Гилберта и Салливана.

## Примечания

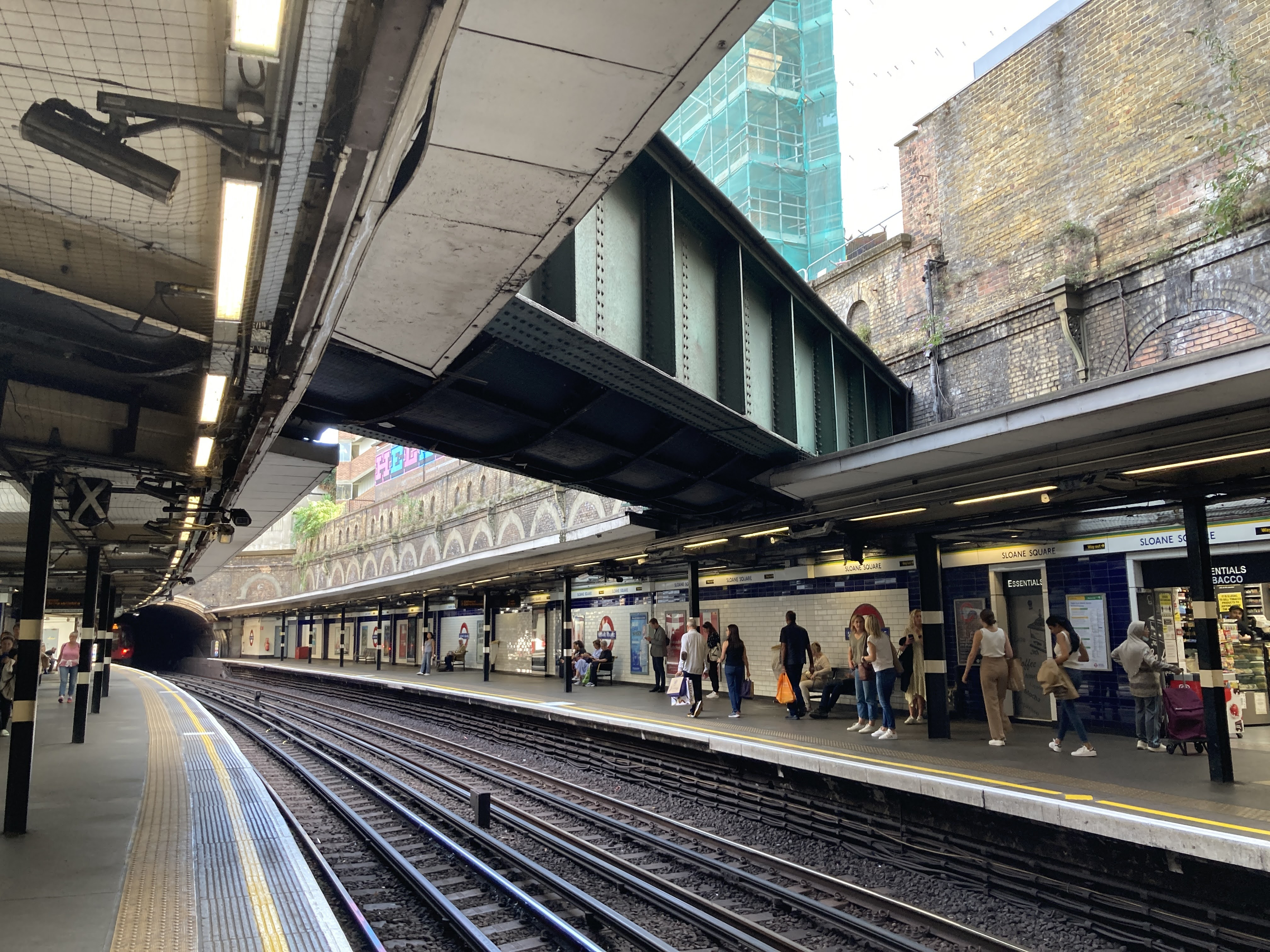
Акведук над путями, по которому пересекает станцию река Вестборн